# Ady Gasy
Pour plus de détails, voir Fiche technique et Distribution.
Ady Gasy (prononcé : [adi̥ ɡasi̥] ou [ade ɡasi̥]) est un film documentaire réalisé par le réalisateur malgache Lova Nantenaina sorti le 8 avril 2015.

## Synopsis
Il y a ceux qui font des chaussures à partir de pneus, ceux qui fabriquent des lampes à partir de boîtes de conserves, ceux qui transforment les os de zébus en savon et en médicaments… Rien ne se perd, tout se transforme. À Madagascar, les gens défient la crise avec inventivité sans jamais rien perdre de leur identité et de leur sens de l’humour. En s’appuyant sur une tradition orale toujours digne, souvent enjouée ou cocasse, parfois désemparée ou révoltée, mais jamais amère.
La trame est une sorte de satire douce-amère du système de surproduction et de surconsommation mondial, la forme est un jeu de miroir qui oppose aux discours insistants et bien rodés de certains agents de développement (banque mondiale, FMI) ceux des orateurs malgaches. « La vie sur cette terre est comme une roue de charrette, le haut peut se retrouver en bas, et le bas, en haut. ».

## Fiche technique
- Titre : Ady Gasy
- Réalisation : Lova Nantenaina
- Sociétés de production : Laterit Productions, Autantik Films et Endemika Films
- Pays : Madagascar - France
- Format : DCP 5.1 / blu-ray
- Langue : malgache
- Genre : documentaire
- Durée : 84 minutes
- Sortie : 8 avril 2015 en France

## Distribution
- Florentine Razafiharisoa : Blandine (orateur)
- Rado Harivelo : Rado Mpikabary (orateur)

## Critique
Le film est bien reçu par la presse. Il est parfois qualifié de : « Un bras d’honneur, festif et impertinent, à une forme de néocolonialisme bien-pensant qui dépouille des peuples en dévaluant leurs traditions et savoir-faire » et aussi comme une véritable mise en valeur de la culture malgache.

## Prix et récompenses
- 2014 : Prix Fé Nèt océan Indien, FIFAI (La Réunion)
- 2014 : Grand prix Eden Documentaires Lumières d’Afrique (Besançon)[4]

## Anecdotes

### Origine du projet
Ady Gasy est né de l'envie du réalisateur de montrer aux autorités que catégoriser la population malgache dans la pauvreté ou la richesse n'est pas la réalité. Il explique : "Les hommes politiques de mon pays et surtout les experts économistes internationaux jugent si tu es pauvre ou si tu es riche en fonction d’un seuil arbitraire, et je tenais à leur dire que les choses sont plus compliquées au quotidien parce qu’on ne peut pas tout mesurer, et notamment la solidarité entre les gens. (...) À force de répéter aux Malgaches qu’ils sont pauvres, avec des chiffres à l’appui et des classements mondiaux, ils finissent par accepter cette idée de pauvreté et d’infériorité, et là ça me semble plus dangereux que la pauvreté matérielle…"

### Enthousiasme
Il a été facile pour Lova Nantenaina de trouver les « débrouillards » de son film. En effet, les habitants, qui vivent tous de petits travaux ici et là, ont tout de suite été enthousiastes à l'idée de participer au documentaire. Être valorisé était une étape forte dans leur vie.

### Collaboration précoce
Dès 2010, alors que l'écriture du projet n'était pas encore aboutie, Lova Nantenaina a commencé à collaborer avec l'artiste local Jao sur la musique du film, comme le veut la tradition.

### Suivre la tradition
Afin de construire son film, Lova Nantenaina a tenu à suivre les traditions malgaches. Il explique : « J’ai cherché à construire le film comme on construit un kabary, l’art oratoire traditionnel malgache. Créer un kabary consiste à observer le quotidien afin d’énoncer, sous forme de proverbes, des vérités fondées sur l’expérience. Ces proverbes sont le socle de l’argumentation, ils conduisent à l’exposé d’un point de vue à partager. »

### Définition...
Le film tire son nom de l'expression malgache "ady gasy", qui regroupe des pratiques culturelles, médicinales et culturales de Madagascar. Comme l'explique Jean-Pierre Randriamampandry : « L’expression ady gasy a pu recouvrir divers sens, suivant les époques et les circonstances. Généralement, elle renvoie aux valeurs – pratiques, morales, esthétiques, philosophiques – spécifiquement malgaches. »

### Un film personnel
Pour son premier long-métrage, Lova Nantenaina met en scène la pauvreté telle qu'il l'a vécue durant son enfance, avant de partir faire des études à Toulouse.